# Scarlett & Browne
Scarlett & Browne ist eine von 2021 bis 2025 erschienene Science-Fiction-Jugendbuchtrilogie von Jonathan Stroud. Die Übersetzung der ersten beiden Bände in die deutsche Sprache erfolgte durch Katharina Orgaß und Gerald Jung, die des dritten durch Alexander Wagner. Die Romane begleiten zwei Jugendliche durch ein dystopisches England.

## Thema
Die Romanreihe spielt in einer weit entfernten Zukunft. Die flächenmäßig durch Überschwemmungen geschrumpfte britische Insel ist nach der Großen Verheerung, der Zeit des großen Sterbens und den Grenzkriegen in sieben Königreiche zerfallen. Das technische Niveau hat sich stark zurückentwickelt. Wenige Städte haben überlebt, und die Wildnis mit gefährlich mutierten Tieren breitet sich aus. Ein großer Einfluss auf die Königreiche geht vom Hohen Rat aus, der von Milton Keynes aus agierend überall im Land Glaubenshäuser anbietet. Diese sollen Traditionen bewahren und alles Fremde ausrotten.

## Romane
1. Scarlett & Browne. Die Outlaws. Übersetzt von Katharina Orgaß und Gerald Jung. cbj, München 2021. ISBN 978-3-570-16596-6 (Original: The Outlaws Scarlett & Browne (2021), Walker Books, ISBN 978-1-4063-9481-8)
2. Scarlett & Browne. Die Berüchtigten. Übersetzt von Katharina Orgaß und Gerald Jung. cbj, München 2022. ISBN 978-3-570-16597-3 (Original: The Notorious Scarlett and Browne (2022), Walker Books, ISBN 978-1-4063-9482-5)
3. Scarlett & Browne. Die Legendären. Übersetzt von Alexander Wagner. cbj, München 2025. ISBN 978-3-570-16772-4 (Original: The Legendary Scarlett and Browne (2025), Walker Books, ISBN 978-1-5295-1437-7)

## Handlung

### Scarlett & Browne - Die Outlaws
Während ihrer Flucht nach einem Banküberfall in Cheltenham rettet Scarlett McCain Albert Browne aus einem verunglückten Reisebus. Zu ihrer Überraschung haben es die hartnäckigen Verfolger nicht auf die Bankräuberin, sondern auf den Jungen abgesehen. Die beiden Flüchtenden retten sich in die Ortschaft Lechlade. Hier offenbaren sich zwei Fähigkeiten Alberts. In aussichtsloser Situation tötet er Kraft seiner Gedanken drei Sklavenhändler. Und da er Gedankenbilder und Gefühle anderer Menschen lesen kann, hilft er bei der Planung und erfolgreichen Umsetzung von Scarletts nächstem Banküberfall. Mithilfe des Floßbesitzers Joe und seiner Enkelin fliehen die beiden Jugendlichen die Themse hinab bis in die Lagune von London. Auf den Freien Inseln – aus dem Wasser ragende Überreste der früheren Wohnbebauung Londons – erhofft sich Albert Zuflucht. Doch als ihn seine Verfolger unter Führung von Frau Dr. Calloway auf der Bayswater-Insel aufspüren, liefern ihn die Bewohner der Ruine im Tausch für ihr eigenes Überleben aus. Mit Hilfe von Scarlett kann er seine Feinde besiegen.

### Scarlett & Browne - Die Berüchtigten
Das nun bereits eingespielte Outlaw-Duo bricht ein halbes Jahr später in das Glaubenshaus von Warwick ein. Ihnen gelingt es, zwei ganze Säcke Münzen und andere wertvolle Sachen aus der Schatzkammer zu stehlen und zu fliehen. Sie machen sich auf den Weg zum Gasthof Wolfskopf. Dort treffen Scarlett und Albert Joe und Ettie. Aus dem eigentlich neutralen Gebiet werden der alte Mann und seine Enkelin von der Bruderschaft der Hand entführt. Deren Anführer Soames und Teach erpressen so die beiden Outlaws, ihnen aus der Begrabenen Stadt bei Ashtown alte Relikte zu stehlen. Der Raub gelingt, doch auf dem Weg zum Übergabeort wird das Gaunerpaar vom Glaubenshaus-Agenten Mr. Mallory überwältigt und zum Hohen Rat nach Milton Keynes verschleppt, wo sie nach einem kurzen Prozess hingerichtet werden sollen. Durch Alberts Fähigkeiten gelingt die Flucht Richtung Stow. Dort kommt es zum Showdown zwischen Scarlett und der Bruderschaft sowie Albert und Mr. Mallory. Nach der Rückkehr zum Wolfskopf mit den befreiten Joe und Ettie schmieden die Outlaws neue Pläne. Scarlett will nach ihrem Bruder suchen, der laut Teach noch leben könnte. Und Albert will nach Stonemoor, da dort nach Aussage von Mr. Mallory weitere Kinder mit übernatürlichen Gaben festgehalten und ausgebildet werden.

### Scarlett & Browne - Die Legendären
Zwei Jahre nach den Vorgängen in Milton Keynes befreien die beiden Outlaws Sklaven aus der Gefangenschaft und führen sie in die Freiheit. Mallory findet sie und schließt sich ihnen an. Er warnt vor den Weißen Hüten, einer neuen Miliz, die mit Gewalt den Machtanspruch des Hohen Rats durchsetzen und erweitern soll. Während Scarlett, Albert und ein paar ihrer Freunde am Sklavenmarkt von Taunton nach einer neuen Spur von Thomas suchen, wird ihr Lager überfallen. Die arbeitsfähigen Menschen werden versklavt, alle anderen ermordet. Die Suche nach den Verschleppten und nach Scarletts Bruder führt die Gefährten zu den Schneckenfeldern, den Eisenhügeln und letztlich zum Teufelsmaul. Der Hohe Rat lässt hier Waffen der Vorfahren ausgraben. Scarlett und Albert dringen mit ihren Freunden in die Militäranlage ein, befreien die Sklaven und zerstören die uralte Bunkeranlage. Unter der Besatzung findet Scarlett ihren Bruder Thomas. Das Gasthaus Zum Wolfskopf wird zum neuen Lager der Gesetzlosen, von dem aus der Widerstand gegen den Hohen Rat organisiert wird.

## Hauptpersonen
- Scarlett Josephine McCain ist eine anfangs siebzehnjährige Einzelgängerin und wandert unter wechselnden Namen durch die Wildnis und die verbliebenen Städte der sieben Königreiche. Sie hat rote, lange Haare, grüne Augen, eine blasse Haut und trägt neben einer abgewetzten braunen Jacke einen Rucksack mit sich. Markenzeichen sind ihr Gebetsteppich und ihre Fluchkasse. Ihr impulsives, jähzorniges Verhalten versucht sie durch meditative Übungen in den Griff zu bekommen. Sie versteht den Umgang mit dem Revolver und ist eine erfahrene Kämpferin. Professionell ausgebildet wurde sie von der Bruderschaft der Hand, die ihr Zuflucht und Schutz bot, nachdem ihre Mutter von Gezeichneten ermordet wurde. Auf der Flucht verlor sie ihren jüngeren Bruder Thomas, was sie sich nie verziehen hat. Ihren Vater kennt sie nicht. Mit Albert Browne verbindet sie ein eher unbestimmtes und vor allem ungewohntes Gefühl der Zuneigung.

- Albert Browne ist ein ungeschickter, lebensuntüchtiger und teils doch ruhig und überlegt handelnder, anfangs fünfzehnjähriger Jugendlicher. Er wird als knochiger, blasser Junge mit gelockten, schwarzen Haaren beschrieben. Seit seinem zweiten Lebensjahr wurden mit ihm in Stonemoore schmerzhafte Experimente durchgeführt. Er sollte seine Fähigkeit in den Griff bekommen, Gegenstände zu bewegen und zu beeinflussen. Die Fähigkeit des Lesens von Gedankenbildern und Gefühlen wurde durch ein eisernes Stirnband unterdrückt. Seine Gabe schützt ihn vor schweren körperlichen Verletzungen. Anfangs treibt ihn die Hoffnung auf ein selbstbestimmtes Leben auf den Freien Inseln an. Später genießt er das Leben an der Seite von Scarlett, schließt Frieden mit seinen Fähigkeiten und entwickelt sie weiter.

## Nebenpersonen und Gruppen
- Der alte Joe ist Besitzer eines Flosses. Gegen Geld bietet er Scarlett und Albert eine Passage zur Lagune an. Mit diesem Geld möchte er für eine sichere Zukunft seiner Enkelin Ettie sorgen. Als stummes Mädchen ist sie von der Verfolgung und Ermordung durch die Glaubenshäuser bedroht. In anderen Königreichen wird diese Ausgrenzung weniger strikt gesehen, und dorthin flieht Joe letztlich mit ihr. Er ist Hehler für das von den beiden Outlaws erbeutete Diebesgut. Ettie hat eine Vorliebe für kindlich wirkende Zeichnungen, die jedoch von einer eigenen übernatürlichen Gabe beeinflusst sind.
- Die alte Schwarzmarktschmugglerin Sal Qin versucht Scarlett und Albert für einen Auftrag zu gewinnen. Durch diesen Kontakt gerät sie in Konflikt mit dem Hohen Rat und soll öffentlich hingerichtet werden. Zusammen mit den beiden Outlaws kann sie fliehen und unterstützt diese künftig. Bei einem Überfall der Weißen Hüte wird sie versklavt und zum Teufelsmaul verschleppt. Sie ist eine kleine und schmächtige Person mit kurzen, grauen Haaren. Sie hat einen Hang zu schwarzer Kleidung.
- Dr. Calloway ist Leiterin von Stonemoor, einem von einem Park und einer Mauer umgebenen Haus in der Wildnis. Als Mitglied des Hohen Rats versucht sie dort Menschen mit paranormalen Fähigkeiten für die Ziele ihrer Organisation zu manipulieren und auszunutzen. Die kleine, hellhaarige Frau trägt immer knielange, schwarze Kleidung. Für ihre Ziele geht sie über Leichen. Sie besitzt telekinetische Kräfte. Albert Browne ist ihr aussichtsreichstes Forschungsprojekt. Nach seiner Flucht verfolgt sie ihn bis zur Lagune von London und wird dort von ihm getötet.
- Soames und Teach führen die Bruderschaft der Hand an. Teach ist ein kahlköpfiger Mann mit fein geschnittenem Gesicht, einem markanten Kinn und einem schwarzen Flickenmantel. In seinem Vorgehen ist er erbarmungslos. Soames ist ein extrem fettleibiger Mann, der sich mit Hilfe eines zum Rollstuhl umgebauten Ledersessels fortbewegt. Er trägt einen rosa Nadelstreifenanzug und gibt sich nach außen meist gutmütig und freundlich.
- Der junge Mr. Mallory wurde wegen seiner Gaben wie Albert in Stonemooor festgehalten und ausgebildet. Er unterwirft sich dem Hohen Rat und setzt seine Fähigkeiten zur Jagd auf Andersartige ein. Er hat eine schlaksige Gestalt, ein schmales Gesicht und blaue Augen. Als ihn Albert in Stow in Notwehr unter einem Schuttberg begräbt, er von dort schwer verletzt gerettet und in der Folge wegen seiner verlorenen Fähigkeiten die Unterstützung des Hohen Rates entzogen wird, schließt er sich den Outlaws an. Als Folgen der Verletzungen ist seine rechte Gesichtshälfte mit Narben übersät, und er hinkt.
- Thomas, der Bruder von Scarlett, wurde im Alter von fünf Jahren versklavt und an Evelyn Grayle verkauft. Dieser ließ ihn bei den Schneckenfeldern und den Eisenhügeln arbeiten. Im Team mit der Sklavin Thea erwies er sich als sehr talentierter Ausgräber und stieg in der Hierarchie auf. Seine Fluchtgedanken nahmen im gleichen Maße ab. Vor der Wiederbegegnung mit Scarlett wurde der nun schon dreizehnjährige Junge am Teufelsmaul eingesetzt.
- Professor Evelyn Grayle organisiert im Auftrag der Glaubenshäuser auf der Suche nach und der Erforschung von Waffen der Vorfahren Ausgrabungen. Die Arbeit lässt er durch Sklaven durchführen, deren Leben ihm nichts bedeuten. Er wird als großer, grobknochiger Mann mit dunkelblonden Haaren beschrieben. Er kommt beim Überfall von Scarlett und Albert auf das Projekt Teufelsmaul um.
- Die Gezeichneten stammen vermutlich vom Menschen ab. Sie bestehen fast nur aus Haut und Knochen und verständigen sich durch Pfeiflaute. In der Wildnis sind diese Kannibalen gefürchtete und unbarmherzige Gegner.
- Die Bruderschaft der Hand ist eine kriminelle Organisation mit Hauptsitz in Stow, die ihren Einfluss auf die Verbliebenen Städte des Königreichs Wessex ausgedehnt hat. Scarlett McCain schuldet ihr Geld. Die Outlaws können die Vereinigung zerschlagen und die Anführer töten.

## Verfilmung
Eine filmische Umsetzung des Stoffs ist durch die Amazon Studios geplant.